# Історія доктора Дуліттла
«Історія доктора Дуліттла» (англ. The Story of Doctor Dolittle, повна назва англійською — The Story of Doctor Dolittle, Being the History of His Peculiar Life at Home and Astonishing Adventures in Foreign Parts (укр. Історія доктора Дуліттла, його життя вдома і дивовижні пригоди в далеких країнах)) — книга британського письменника Г'ю Лофтінга, видана 1920 року з його власними ілюстраціями, перша книга з його знаменитої серії про пригоди доктора Дуліттла — доктора, що знає мову тварин.

## Сюжет
Джон Дуліттл, доктор медицини, живе зі своєю сестрою Сарою в маленькому англійському селі Падлбі-на-Болоті. Він дуже любить тварин, і це призводить до того, що він втрачає всю свою клієнтуру і бідніє. Але, вивчивши мову тварин за допомогою своєї папуги Полінезії, він успішно розгортає ветеринарну практику, і популярність його серед тварин поширюється по всьому світу. Доктор робить експедицію в Африку, щоб вилікувати мавп від епідемії.
Після прибуття до Африки корабель доктора з екіпажем з його улюблених тварин зазнає кораблетрощі, і на шляху до країни мавп він і його експедиція потрапляють в полон до місцевого короля Джолліджінкії, який постраждав від європейських колонізаторів і не хоче пускати жодну білу людину до своєї країни. Дуліттл і його друзі здійснюють втечу з Джолліджінкії й прибувають у країну мавп, де рятують останніх від епідемії. В знак подяки мавпи дарують доктору Тягни-Штовхаючи — сором'язливу двоголову газель, чиїми предками були абіссинські сарни і останній єдиноріг.
На зворотньому шляху доктор і його друзі знову потрапляють до полону в Джолліджінкію. На цей раз вони здійснюють втечу за допомогою принца Бампо, який дарує їм корабель в обмін на те, що доктор робить обличчя його білим (найбільше бажання Бампо — виступити в якості європейського казкового принца). Після кількох сутичок з піратами Дуліттл зі своєю командою захоплює піратський корабель зі скарбами й рятує хлопчика, дядько якого був кинутий піратами на скелястому острові.
Після порятунку хлопчика і його дядька доктор повертається додому та організовує циркові вистави за участю Тягни-Штовхаючи, доки не заробляє достатньо грошей, щоб піти у відставку й оселитися у своєму улюбленому будинку в Падлбі.

## Цензура
Перше видання книги включає мовні та сюжетні елементи, які за сучасними стандартами вважаються «неполіткоректними», хоча не слід вважати, що Лофтінг свідомо надавав їм расистський відтінок. Дух книги несе в собі «патерналістський» менталітет британського колоніалізму, характерний для Великої Британії на момент написання книги. Починаючи з 1960-х років, в перевиданнях книжки були видалені деякі терміни, що характеризують негрів, які могли розглядатися як образливі. Визначити точний час внесення цих поправок неможливо.
У пізніших виданнях книги був змінений сюжет і складено нову передмову. У першому виданні принц Бампо, син царя Джолліджінкі, бажає стати білим, щоб одружитися зі Сплячою красунею. Доктор Дуліттл, укладений у в'язницю, дає Бампо свою згоду його «відбілити» в обмін на свободу. У первинному тексті процес «відбілювання» принца супроводжується сильним запахом «горілого коричневого паперу». В американських виданнях текст був зроблений більш «політкоректним» — «відбілювач» замінений на білий тональний крем, а нездорові бажання принца змінюються за допомогою гіпнозу. Коли принц хоче бути левом, йому дають зілля, яке перетворює його волосся в левову гриву. У результаті, епізод не вирізаний повністю.
У виданні книги 1978 року з цієї глави було видалено тільки одне речення: «Обличчя принца стало білим, як сніг, і очі, які були кольору бруду, придбали мужній сірий відтінок». Оскільки попередня фраза була «всі тварини скрикнули від несподіванки», видалення подальшої було великим потрясінням.

## Публікації
Текст книги перейшов у суспільне надбання в США 1996 року, і в багатьох країнах Бернської конвенції — 1998 року. Відтоді різні видавці надрукували як оригінальну версію книги, так і інші версії та перекази. 
Українською мовою 2020 року вийшло два переклади у видавництвах "Апріорі" ("Історія доктора Дуліттла") та "Фоліо" ("Історія лікаря Дуліттла").